# Портнов, Фома Григорьевич
Портнов Фома Григорьевич (27.05.1921—16.06.2008) — советский и латвийский биофизик, физиотерапевт, доктор медицинских наук (1962), профессор Рижского медицинского института (РМИ) (1971).

## Биография
Фома Григорьевич Портнов родился 27 мая 1921 года в Курске. До 1942 года учился в Московском 4-м медицинском институте.
После окончания Великой Отечественной войны переехал в Латвийскую ССР, работал научным сотрудником (1951—1962) и заведующим лабораторией (1967—1970) Латвийского института экспериментальной и клинической медицины, заведующим лабораторией биофизики Центральной научно-исследовательской лаборатории Рижского медицинского института (1970—1980). В 1978 г. им была создана кафедра клинической биофизики РМИ для диагностики ранних признаков нарушений функций сердечно-сосудистой и нервной систем и разработки методов профилактики. Исследовал метод аэроионотерапии и электроакупунктуры и другие методы биологической обратной связи на оригинальном медицинском оборудовании («ЭЛАП», «АИСТ», «АИМА»), которое изобрёл самостоятельно. В 1980 году перешел на работу в Научно-исследовательский институт кабельной промышленности СССР (ЗПИ) заведующим отделом медико-биологических проблем электротехники.
После восстановления независимости Латвии сотрудники его лаборатории основали Медико-биологический и экологический исследовательский центр, а в 1994 году — Исследовательский центр психонейрофизиологии и биорегуляции на улице Пиестатнес, 13, в Юрмале.

## Работы
- Курорты Советской Латвии. Рига: изд-во АН Латвийской ССР, 1953. — 72 с. (брошюра на русском языке)
- Аэроионотерапия больных с гипертонусом. Рига: изд-во АН Латвийской ССР, 1960. — 270 с. (монография на русском языке)
- Аэроионы и их терапевтическое применение. Рига: изд-во АН Латвийской ССР, 1961. — 102 с. (брошюра на русском языке)
- Aeroions and their use in medicine: selected portions. Ft. Belvoir Defense Technical Information Center, 1962 (фрагментарный английский перевод).
- Аэроионы и здоровье . М.: Знание, 1964. — 43 с. (брошюра на русском языке в серии Биология и медицина, 1964, № 22.)
- Аэроионотерапия и электроаэрозольтерапия, в кн.: Пробл. клиника биофизики, под ред. Ф. Г. Портнова, с. 80, Рига, 1972 (сборник статей)
- Аурикулотерапия и аурикулодиагностика . Наука и технология. 1979. № 5. с. 11-13. (публикация на русском языке)
- Электропунктурная рефлексотерапия . Рига: Зинатне, 1988. — 350 с. (монография на русском языке, 1-е издание 1980 г., 2-е издание 1987 г., тираж 25000 экз.)
- Elektropunktura: igłoterapia bez igieł. Варшава: Wydawnictwo «Elektron», 1991 г. (польский, с Т. Николайчук)

## Патенты
- Метод электротерапии. Авторы: Портнов Ф., Спурис Э., Федотов И., Янушковскис В. (РМИ, 1977)[4].
- Метод лечения облитерирующего эндартерита путем воздействия на акупунктурные точки. Авторы: Ф. Портнов, А. Саркисян (НИИ курортологии и физиотерапии им. А. Акопяна, 1981, 1984)[5].

## Награды
- Государственная премия Латвийской ССР (1982).